# Coca-Cola FEMSA
Coca-Cola FEMSA — мексиканская компания системы Coca-Cola. Работает в 10 странах Латинской Америки, производит и продаёт безалкогольные и слабоалкогольные напитки, бутилированную воду и соки.

## История
В 1991 году было создано совместное предприятие Coca-Cola FEMSA, в котором мексиканской группе FEMSA принадлежал 51 % акций, а американской The Coca-Cola Company — 49 %. В 1993 году часть акций была размещена на Мексиканской и Нью-Йоркской фондовых биржах. В 1994 году была куплена аргентинская бутилирующая компания Coca-Cola Buenos Aires. В 1998 году был открыт завод в городе Толука-де-Лердо (Мексика). В 2003 году была куплена другая компания системы Coca-Cola, Panamco, с операциями в Мексике, Центральной Америке, Колумбии, Венесуэле и Бразилии. В 2007 году был куплен производитель соков Jugos Del Valle, в 2008 году — бразильская компания Refrigerantes Minas Gerais, в 2009 году — колумбийская компания по бутилированию воды Brisa. В 2011 году были поглощены три мексиканских производителя прохладительных напитков: Grupo Tampico, CIMSA и Fomento Queretano. Покупкой в 2013 году компании Grupo Yoli было закреплено лидерство Coca-Cola FEMSA на рынке прохладительных напитков Мексики. В 2016 году была куплена бразильская компания Vonpar, это увеличило долю на рынке Бразилии до 49 %. Также в 2016 году началась продажа напитка Monster Energy. В 2017 году был куплен аргентинский производитель соевых напитков AdeS (ранее он принадлежал Unilever). В 2018 году компания вышла на рынке Уругвая, купив компанию MONRESA.

## Собственники и руководство
Крупнейшие акционеры:
- Fomento Económico Mexicano, S.A.B. de C.V. (FEMSA) — 47,22 %
- The Coca-Cola Company — 27,78 %
- Bill & Melinda Gates Foundation Asset Trust — 2,96 %
- BlackRock — 1,8 %
- The Vanguard Group — 1,01 %

## Деятельность
Объём производства в 2022 году составил 3,76 млрд ящиков напитков (1 усл. ящик=5,678 литра), из них половина пришлась на Мексику. Около 70 % продаж составляют газированные напитки (Coca-Cola, Fanta, Sprite и др.), 20 % — бутилированная вода, 10 % — негазированные напитки.
Регионы деятельности по состоянию на 2022 год:
- Мексика — 28 заводов, 50 % продаж;
- Бразилия — 11 заводов; 27 % продаж;
- Центральная Америка — Гватемала, Никарагуа, Коста-Рика и Панама, 7 заводов; 8 % продаж;
- Колумбия — 7 заводов; 9 % продаж;
- Аргентина — 2 завода; 5 % продаж;
- Уругвай — 1 завод, 1 % продаж;
- Венесуэла.